# The Hissing of Summer Lawns
Az 1975-ös The Hissing of Summer Lawns Joni Mitchell nagylemeze. Bár kereskedelmi sikernek számított (az albumlista 4. helyéig jutott, hamar aranylemez lett), a kritikusok nem fogadták nagy elismeréssel, és a rádiók sem játszották az album dalait. Ennek ellenére Mitchellt az album kapcsán jelölték a Grammy-díj a legjobb női popénekes teljesítményért kategóriában. Az album szerepel az 1001 lemez, amit hallanod kell, mielőtt meghalsz című könyvben.

## Az album dalai
|     | Cím                                | Szerző(k)                             | Hossz |
| --- | ---------------------------------- | ------------------------------------- | ----- |
| 1.  | In France They Kiss on Main Street | Joni Mitchell                         | 3:19  |
| 2.  | The Jungle Line                    | Mitchell                              | 4:25  |
| 3.  | Edith and the Kingpin              | Mitchell                              | 3:38  |
| 4.  | Don't Interrupt the Sorrow         | Mitchell                              | 4:05  |
| 5.  | Shades of Scarlett Conquering      | Mitchell                              | 4:59  |
| 6.  | The Hissing of Summer Lawns        | Mitchell, John Guerin                 | 3:01  |
| 7.  | The Boho Dance                     | Mitchell                              | 3:48  |
| 8.  | Harry's House Centerpiece          | Mitchell Jon Hendricks, Johnny Mandel | 6:48  |
| 9.  | Sweet Bird                         | Mitchell                              | 4:12  |
| 10. | Shadows and Light                  | Mitchell                              | 4:19  |

## Közreműködők
- Joni Mitchell – ének, akusztikus gitár (1, 2, 3, 4, 9), moog (The Jungle Line), zongora (Shades of Scarlett Conquering, Sweet Bird), billentyűk (The Boho Dance), ARP szintetizátor (Shadows and Light), Farfisa szintetizátor (Shadows and Light)
- Graham Nash – háttérvokál (In France They Kiss on Main Street)
- David Crosby – háttérvokál (In France They Kiss on Main Street)
- James Taylor – háttérvokál (In France They Kiss on Main Street), gitár (The Hissing of Summer Lawns)
- Robben Ford – elektromos gitár (In France They Kiss on Main Street), dobro (Don't Interrupt the Sorrow), gitár (Harry's House/Centerpiece)
- Jeff Baxter – elektromos gitár (In France They Kiss on Main Street)
- Larry Carlton – elektromos gitár (3, 4, 5, 9)
- Victor Feldman – elektromos zongora (In France They Kiss on Main Street, Shades of Scarlett Conquering), konga (Don't Interrupt the Sorrow), vibrafon (Shades of Scarlett Conquering), billentyűk (The Hissing of Summer Lawns), ütőhangszerek (The Hissing of Summer Lawns)
- Joe Sample – elektromos zongora (Edith and the Kingpin), billentyűk (Harry's House/Centerpiece)
- John Guerin – dob (1, 3, 4, 5, 6, 7, 8), hangszerelés (The Hissing of Summer Lawns), moog (The Hissing of Summer Lawns)
- Max Bennett – basszusgitár (1, 5, 6, 7, 8)
- Wilton Felder – basszusgitár (Edith and the Kingpin, Don't Interrupt the Sorrow)
- The Warrior Drums of Burundi (The Jungle Line)
- Chuck Findley – kürt (Edith and the Kingpin), trombita (The Hissing of Summer Lawns, Harry's House/Centerpiece), szárnykürt (The Boho Dance)
- Bud Shank – szaxofon és fuvola (Edith and the Kingpin, The Hissing of Summer Lawns), basszusfuvola (The Boho Dance)
- Dale Oehler – vonósok hangszerelése (Shades of Scarlett Conquering)
- Henry Lewy – hangmérnök
- Ellis Sorkin – hangmérnök, hangmérnökasszistens

## Fordítás
Ez a szócikk részben vagy egészben a The Hissing of Summer Lawns című angol Wikipédia-szócikk ezen változatának fordításán alapul.  Az eredeti cikk szerkesztőit annak laptörténete sorolja fel. Ez a jelzés csupán a megfogalmazás eredetét és a szerzői jogokat jelzi, nem szolgál a cikkben szereplő információk forrásmegjelöléseként.